# Ashill (Norfolk)
Pour l’article homonyme, voir Ashill (Somerset).
Ashill est une paroisse civile et un village du Norfolk, en Angleterre.